# Les Voyageurs (association)
Pour les articles homonymes, voir Voyageur.
Les Voyageurs Inc. est une association canadienne à but non lucratif dont l'objectif est d'élargir les horizons des jeunes grâce à des expéditions en canoë.

## Origine

### Les premières expéditions
La première expédition s'est déroulée en 1971 ; une équipe d'adolescents a réalisé un voyage de dix jours dans la partie supérieure de la rivière Sainte-Croix. L'expérience a été reconduite l'année suivante dans le parc provincial de Quetico (Ontario).
En 1974, la durée du voyage a été augmentée à quatorze jours et quatre équipes de garçons plus âgés ont été ajoutées ; de plus, l'expédition a été déplacée dans le nord de l'Ontario et au Manitoba - elle se déroule d'ailleurs toujours dans ces régions aujourd'hui.
C'est en 1977 que le premier voyage de trente jours a été tenté. En raison de la longueur de l'expédition, l'itinéraire a pu s'enfoncer davantage dans les terres sauvages. La popularité du programme a alors commencé à se développer.

### La Sexton Fondation
La prochaine grande étape dans l'histoire de Voyageurs eut lieu en 1981, lorsque l'association a reçu une bourse de la Sexton Fondation ; son statut d'organisation à but non lucratif a en outre été reconnu. Le nom de l'association a alors été changé ; ce nom définitif, Les Voyageurs, fait référence aux trappeurs canadiens d'autrefois surnommés ainsi.
Avec cette expansion soudaine, d'anciens Voyageurs ont été recrutés pour prendre en charge de nouveaux groupes. Ce concept est toujours utilisé de nos jours, les moniteurs étant tous d'anciens Voyageurs.
L'été 1981 a également marqué la première présence d'équipes féminines. 
En 1987, des expéditions dans le Grand Nord ont été créées afin de permettre à ceux qui le désirent de continuer l'aventure.

## Fonctionnement
Une formation de base est assurée avant le voyage à Saint Cloud (Minnesota).
Des équipes de neuf voyageurs (sept jeunes et deux guides) partent pour un voyage en canoë de trente jours dans les provinces de l'Ontario et du Manitoba. Chaque équipe est totalement coupée du monde civilisé ; il s'agit d'une occasion de découvrir une nature sauvage et d'apprendre à la respecter tout en tissant des liens sociaux avec les autres membres de l'équipe.

## Les acteurs
Fred Rupp est le fondateur et le directeur de Les Voyageurs inc. Pendant l'automne et l'hiver, il enseigne la biologie tout en participant à la formation de l'équipe de cross-country locale. 
C'est le printemps et l'été qu'il prépare les voyages, avec l'aide de son épouse Roberta.